# Кинг, Чарльз (генерал)
Чарльз Кинг (англ. Charles King; 12 октября 1844 — 17 марта 1933) — американский военный, а также плодовитый писатель
.

## Биография
Родившийся в столице штата Нью-Йорк — Олбани, — Кинг был сыном генерала гражданской войны Руфуса Кинга, внуком президента Колумбийского университета Чарльза Кинга и правнуком другого Руфуса Кинга, одного из тех, кто подписал Конституцию Соединенных Штатов 17 сентября 1787 года в Филадельфии. Чарльз Кинг окончил Вест-Пойнт в 1866 году и служил в армии под командованием Джорджа Крука во время индейских войн. Он был ранен в руку и голову во время битвы при Сансет-Пасс, что вынудило его уйти в отставку из регулярной армии в звании капитана в 1879 году. За это время он познакомился со знаменитым шоуменом и антрепренёром Буффало Биллом. Позже Кинг написал сценарии для нескольких его немых фильмов. Кинг также служил в Национальной гвардии Висконсина с 1882 по 1897 год, дослужившись до генерал-адъютанта в 1895 году.
Весной 1885 года Генерал Кинг (в то время капитан Национальной гвардии) ехал верхом в районе Делафилда, штат Висконсин, после посещения усадьбы Кушинга на реке Барк (современный парк Кушинга) и родителей трех знаменитых Братьев Кушинг. Капитан Кинг наткнулся на мужчину в халате, тренирующего молодых людей метлами. Глядя на это бесполезное занятие игрушечными солдатиками, Кинг начал посмеиваться. Преподобный Сидней Т. Смайт спросил, что такого смешного, и ответ был: «Я не имею в виду неуважения, сэр, но позвольте мне показать вам, как это делается». Затем он начал обучать молодых людей Руководству по оружию Вест-Пойнта. Впечатленный директор Военной академии Сент-Джонс (ныне Северо-Западная военная академия Сент-Джонс) поинтересовался именами джентльменов. После ответа преподобный Смайт пожал руку и тут же осведомился о доступности генерала Кинга.
В 1898 году он был назначен бригадным генералом добровольцев и отплыл на Филиппины во время испано-американской войны. К тому времени, когда он прибыл, боевые действия с Испанией закончились, но он помогал в переговорах о капитуляции.
Во время следующей филиппино-американской войны Кинг был назначен командующим 1-й бригадой в дивизии Генри У. Лоутона . Он возглавил бригаду во время битвы при Маниле и отплыл в Санта-Крус с дивизией Лоутона. Он был выведен из строя из-за болезни во время битвы при Санта-Крус, но вернулся в строй в следующей битве при Пагсанджане. Принимал участие в последних крупных кампаниях, прежде чем боевые действия перешли в основном к партизанской войне.
Чарльз Кинг вернулся в Соединенные Штаты и был активен в Национальной гвардии Висконсина и в подготовке войск для Первой мировой войны. Он написал и отредактировал более 60 книг и романов. Среди его списков названий «Кампания с Круком», «Форт Фрейн», «Под огнем» и «Дочь сиу».
Генерал Кинг и его жена жили в отеле «Карлтон» в Милуоки. Кинг ежедневно ездил на поезде в Военную академию Святого Иоанна. Обычно он сидел на крыльце дома Холтов в кампусе и рассказывал кадетам, в том числе и своему внуку, истории о старом Западе.
Генерал Кинг был кавалером Висконсинского командования Военного ордена Верного легиона Соединенных Штатов . 
Кинг был мастеровитым писателем. Среди его известных работ — биография Улисса С. Гранта под названием «Настоящий Улисс С. Грант».

Генерал Кинг умер в Милуоки в возрасте 88 лет и похоронен на городском кладбище Forest Home Cemetery .

## Дальнейшее чтение
- Campaigning With Crook and Stories of Army Life.
- Campaigning with King: Charles King, Chronicler of the Old Army.
- The true Ulysses S. Grant.